# راحت‌الحلقوم
راحت‌الحلقوم یا لُقوم یا لُکوم یا ترکیش دیلایت یا مسقطی یکی از انواع شیرینی‌ها است که بر پایه ژلِ نشاسته و شکر است. راحت‌الحلقوم به‌صورت ساده، مغزدار و در رنگ‌ها و طعم‌های مختلف تولید می‌شود.
مبدأ راحت‌الحلقوم به‌طور دقیق مشخص نیست، اما بیشتر به ترکیه و همچنین بلاروس نسبت داده می‌شود.

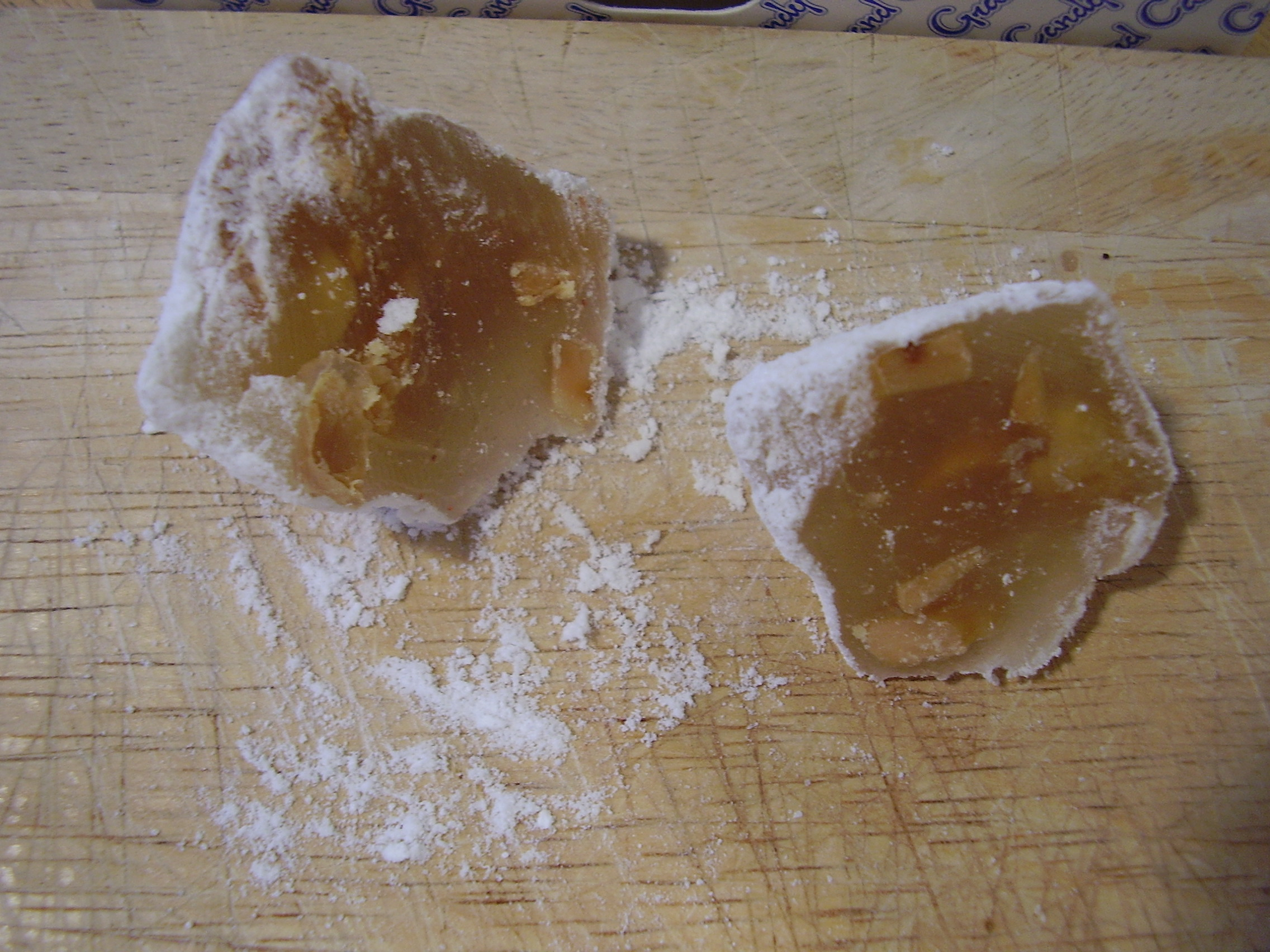
شیرینی لُکوم در ارمنستان